# Fimo
Fimo er varemærket for en type modellervoks fremstillet af  det tyske firma Staedtler. Det kan hærdes ved bagning eller kogning. Velegnet til at lave smykker, figurer eller andet pynt. Er mindre holdbar end plastik. Hvis det er blevet for gammelt og hårdt, kan man blødgøre det ved at tilføje vegetabilsk olie. Det kan bruges sammen med Cernit uden problemer.